# Allium minutum
Allium minutum — вид рослин з родини амарилісових (Amaryllidaceae); поширений в Киргизстані й Таджикистані.

## Опис
Цибулина одна, яйцювата, 0.5–0.75 см товщиною; зовнішні оболонки чорно-бурі. Цибулинки дрібні, нечисленні, білуваті. Стеблина 10–25 см.

## Поширення
Поширений в Киргизстані й Таджикистані.